# もの繋ぎプロジェクト
もの繋ぎプロジェクト（ものつなぎプロジェクト）は、2020年4月から同年末まで東京都中央区銀座で実施された、店舗・企業の支援企画。企業間で自社製品の物々交換をおこない、その模様をソーシャル・ネットワーキング・サービス (SNS)で発信する形態を取る。

## 概要
発起人は「木挽町よしや」の斉藤大地。
老舗店の閉店や大量発注のキャンセルなどを助けられたことをきっかけにスタートし、発足から約4ヶ月で100商店以上が参加、業種も銀座の老舗商店から大手企業、ホテル、個人デザイナーまで拡大した。
2020年8月に参加企業が100社に到達し、12月にはそれを記念して、松屋銀座にて「もの繋ぎプロジェクト展」が開催された。
「もの繋ぎ」は100回の区切りで一度終了したが、その後2021年より銀座出身の宮本亞門ら文化人と共に「銀座ひと繋ぎプロジェクト」が開始された。
鎌倉・浅草・日本橋にも派生プロジェクトが発足し、代表者間で連絡も持たれている。